# سهل بن سعد
أبو العباس سهل بن سعد بن مالك الساعدي الأنصاري (8 ق هـ - 91 هـ / 613م - 710م): صحابي معمر، توفي أبوه وهو غلاماً سنة 2 هـ، وفي ذلك قال الواقدي: «تجهز سعد بن مالك ليخرج إلى بدر فمرض، فمات فموضع قبره عند دار بني قارظ، فضرب له رسول الله ﷺ بسهمه وأجره».وقتل أخيه ثعلبة بن سعد في يوم أحد سنة 3 هـ.
شهد سهل غزوة تبوك وهو فتى يافع بعمر الثامنة عشر تقريباً، وفي ذلك يقول: «كنت أصغر أصحابي وكنت مقريهم في تبوك». وقبل ذلك، حضر سعد بن سهل المتلاعنين عند النبي ﷺ، وفي ذلك قال ابن شهاب الزهري:«قلت لسهل بن سعد، ابنُ كم كنْتَ يومئذ - يعني يوم المتلاعنين؟ -  قال: ابن خمس عشرة سنة».
شهد سهل مع علي بن أبي طالب يوم الجمل، ولم يحضر معركة صفين.ولما قدم الحجاج بن يوسف المدينة المنورة سنة 73 هـ، أرسل إِلَى سهل بْن سعد، وقال له:«ما منعك أن تنصر أمير المؤمنين عثمان بن عفان! قال: قد فعلت قال: كذبت، ثم أمر به فختم في عنقه برصاص».
عاش سهل بن سعد طويلاً، حتى بلغ المائة عاماً، وهو آخر من مات بالمدينة من الصحابة، وفي ذلك قال الواقدي:«مات سهل بن سعد بالمدينة سنة إحدى وتسعين وهو ابن مائة سنة، وهو آخر من مات من أصحاب رسول الله ﷺ، ليس بيننا في ذلك اختلافٌ».له في كتب الحديث 188 حديثا، وروى عن النبي ﷺ عدة أحاديث. وحدث عنه: أبو هريرة، وسعيد بن المسيب، والزهري، وأبو حازم، وابنه عباس بن سهل، وابن شهاب الزهري، ويحيى بن ميمون الحضرمي وطائفة من المحدثين.

## نسبه
- هو: سهل بن سعد بن مالك بن خالد بن ثعلبة بن حارثة بن عمرو بن الخزرج بن ساعدة بن كعب بن الخزرج الأنصاري الساعدي.[11]
- أبيه: سعد بن مالك بن خالد: صحابي، توفي سنة 2 هـ، وفي ذلك قال الواقدي: «تجهز سعد بن مالك ليخرج إلى بدر فمرض، فمات فموضع قبره عند دار بني قارظ، فضرب له رسول الله ﷺ بسهمه وأجره».[12]
- أخيه: ثعلبة بن سعد: صحابي، قتل في يوم أحد سنة 3 هـ.[13]
- زوجته: عائشة بنت خزيمة بن وحوح بن الأجثم بن عبد الله بن وهب بن عبد الله بن قنفذ بن مالك بن عوف بن امرئ القيس بن بهثة بن سليم بن منصور بن قيس عيلان.[14]
- ابنه: عباس بن سهل: تابعي، ومحدث. ولد سنة 20 هـ في خلافة عمر، ولما قتل عثمان بن عفان كان ابن خمسة عشر سنة. ولاه لابن الزّبير المدينة المنورة،[15]وهو الذي قتل حبيش بن دلجة في رواية ابن الكلبي.[16]وهو معمر كأبيه، حيث توفي سنة 120 هـ عن عمر ناهز المائة عاماً.[17]
- حفيده: أبي بن عباس بن سهل بن سعد: محدث ضعيف، أدركه الواقدي، وحدث عنه.

## حياته
عاش سهل وطال عمره، حتى أدرك الحجاج بن يوسف، وامتحن معه.
أرسل الحجاج سنة 74 هـ إلى سهل بن سعد، وقال له: "ما منعك من نصر أمير المؤمنين عثمان؟ قال: "قد فعلته"، قال: "كذبت"
ثم أمر به فختم في عنقه، وختم أيضاً في عنق أنس بن مالك، حتى ورد عليه كتاب عبد الملك بن مروان فيه، وختم في يد جابر بن عبد الله، يريد إذلالهم بذلك، وأن يجتنبهم الناس، ولا يسمعوا منهم.
عن عبد المهيمن بن العباس بن سهل، عن أبيه، عن جده، قال: كان اسم سهل بن سعد حزناً، فغيره النبي
وقال عبيد الله بن عمر: تزوج سهل بن سعد خمس عشرة امرأة. ويروى أنه حضر مرة وليمة، فكان فيها تسع من مطلقاته، فلما خرج، وقفن له، وقلن: كيف أنت يا أبا العباس؟
قرأت على يحيى بن أحمد بالثغر، ومحمد بن الحسين القرشي بمصر، أخبركما محمد بن عماد، أخبرنا عبد الله بن رفاعة، أخبرنا علي بن الحسن القاضي، أخبرنا عبد الرحمن بن عمر المالكي، أخبرنا أبو الطاهر أحمد بن محمد المديني، حدثنا يونس بن عبد الأعلى، حدثنا سفيان، عن الزهري، عن سهل بن سعد سمعه يقول: اطلع رجل من جحر في حجرة النبي ومع النبي مدرى يحك به رأسه فقال: لو أعلم أنك تنظرني، لطعنت به في عينك، إنما جعل الاستئذان من أجل النظر، متفق عليه.
وبعضهم كناه أبا يحيى. ذكر عدد كبير وفاته في سنة إحدى وتسعين. وقال أبو نعيم وتلميذه البخاري: سنة ثمان وثمانين.